# Amtsgericht Büren
Das Amtsgericht Büren war von 1879 bis 1976 ein Amtsgericht mit Sitz in Büren.

## Geschichte
In Büren bestand von 1849 bis 1879 die Gerichtsdeputation Büren des Kreisgerichts Paderborn. Im Rahmen der Reichsjustizgesetze wurden 1879 reichsweit einheitlich Oberlandes-, Land- und Amtsgerichte gebildet. Das königlich preußische Amtsgericht Büren wurde mit Wirkung zum 1. Oktober 1879 als eines von 17 Amtsgerichten im Bezirk des Landgerichtes Paderborn im Bezirk des Oberlandesgericht Hamm gebildet. Der Sitz des Gerichts war die Stadt Büren. Sein Gerichtsbezirk umfasste den Kreis Büren ohne die Teile, die den Amtsgerichten Fürstenberg, Lichtenau und Salzkotten zugeordnet waren. Am Gericht bestand 1880 eine Richterstelle. Das Amtsgericht war damit ein kleines Amtsgericht im Landgerichtsbezirk.
Mit dem Zweiten Gesetz zur Änderung der Organisation der ordentlichen Gerichtsbarkeit vom 6. Juli 1976 wurde das Amtsgericht Büren zum 31. Dezember 1976 aufgehoben.